# 潮河 (潮白河)
40°35′01″N 117°08′24″E / 40.58361110000001°N 117.14°E
潮河是北京附近潮白河上游的一个支流。古称大榆河、濡河，因其“作响如潮”而称潮河。
发源于河北省丰宁县上黄旗北，先后流经滦平县、古北口、北京密云县，在高岭镇漕城子注入密云水库东北端，在水库东南端的穆家峪乡大坝流出，至密云县城南十里堡，汇入白河此后称潮白河。
潮河的支流有安达木河、清水河、红门川等。